# Billibuck
Das Gebiet Billibuck ist ein vom Regierungspräsidium Freiburg am 15. November 1993 durch Verordnung ausgewiesenes Naturschutzgebiet auf dem Gebiet der Stadt Blumberg im Schwarzwald-Baar-Kreis.

## Lage
Das Schutzgebiet liegt zwischen den Blumberger Stadtteilen Riedböhringen im Osten und Eschach und Opferdingen im Westen. Es gehört zum Naturraum Baaralb und Oberes Donautal.

## Schutzzweck
Wesentlicher Schutzzweck ist laut Schutzgebietsverordnung „die Erhaltung des Billibuck als ein dem Albtrauf vorgelagerter Zeugenberg von besonderer Eigenart und Schönheit [und] als ein durch blumenbunte Magerrasen, Brachen, Gebüsche und Baumgruppen reichstrukturierter Landschaftsteil, der Lebensraum für eine Vielzahl seltener und geschützter wärmeliebender Tier - und Pflanzenarten ist.“

## Landschaftscharakter
Es handelt sich um einen südexponierten schmalen Streifen mit artenreichen Magerrasen und mageren Flachland-Mähwiesen. Die Magerrasen sind  relativ dicht mit Einzelbäumen, wie Waldkiefern und Rotbuchen bestanden. Im Norden grenzt das Gebiet an einen geschlossenen Waldbestand, im Süden an Ackerland und Wirtschaftswiesen.

## Zusammenhängende Schutzgebiete
Das Gebiet gehört zum FFH-Gebiet Blumberger Pforte und Mittlere Wutach und zum Vogelschutzgebiet Wutach und Baaralb und liegt im Naturpark Südschwarzwald.